# Quinteto de viento

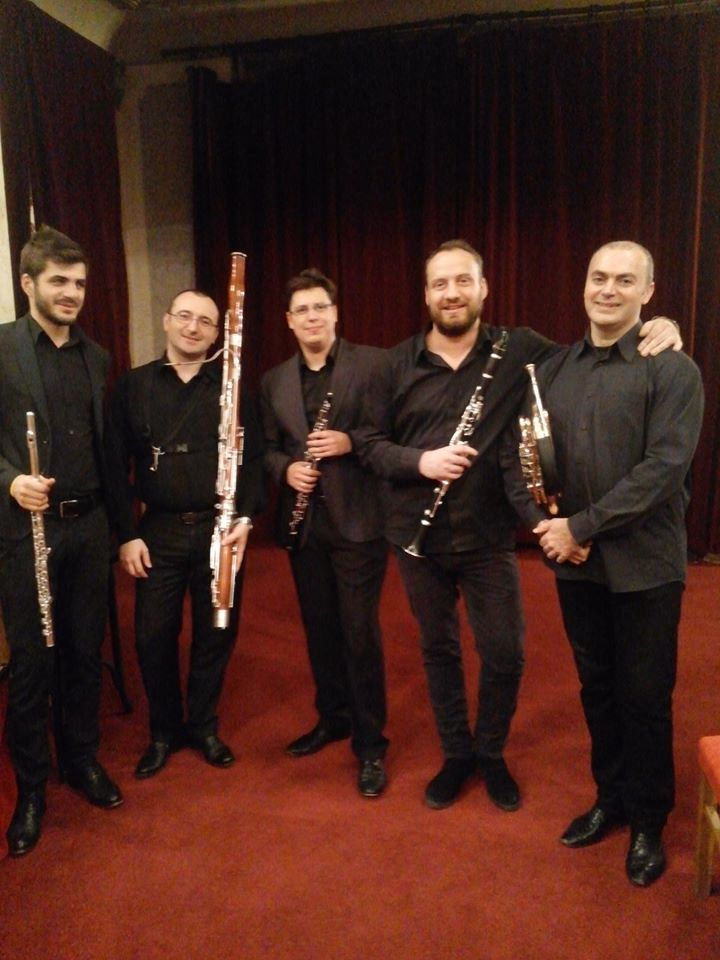
Quinteto de viento de Bucarest.

Un quinteto de viento, a veces llamado quinteto de viento-madera, es un grupo de cinco instrumentistas (mayormente flauta, oboe, clarinete, trompa y fagot). Se llama también de esta manera a las obras compuestas para esta agrupación.
Al contrario que el cuarteto de cuerda, cuyo color sonoro es muy homogéneo, los instrumentos del quinteto de viento se diferencian entre ellos considerablemente por su timbre y técnica. El quinteto moderno surge del grupo patrocinado por José II de Habsburgo en el siglo XVIII en Viena: 2 oboes, 2 clarinetes, 2 trompas y 2 fagotes.
Los quintetos compuestos por Anton Reicha, empezados en 1811, y los quintetos compuestos por Franz Danzi establecieron definitivamente el género. Aunque decayeron durante la segunda mitad del siglo XIX, empezó a cobrar fuerza a partir del siglo XX.

## SigloXVIII
- Antonio Rosetti (ca. 1750-1792). Compuso un quinteto para flauta, oboe, clarinete, corno inglés y fagot.

## SigloXIX
- Johann Georg Albrechtsberger (1736–1809) Compuso un quinteto para 2 oboes, clarinete, corno y fagot.
- Giuseppe Maria Gioacchino Cambini (1746–1825) Compusto 3 quintetos.
- Franz Danzi (1763–1826) Compuso 9 quintetos.
- Johann Georg Lickl (1769–1843) Compuso 1 quinteto.
- Antoine Reicha (1770 – 1836) Compuso 24 quintetos, algunos como movimientos independientes.
- Paul Taffanel (1844–1908) Compuso 1 quinteto.
- August Klughardt (1847–1902) Compuso un quinteto.

## SigloXX
- Carl Nielsen (1865 - 1931)
- Arnold Schoenberg (1874 - 1951)
- Wallingford Riegger (1885 – 1961)
- Heitor Villa-Lobos (1887- 1959)
- Jacques Ibert (1890 - 1962)
- Hendrik Andriessen (1892–1981)
- Darius Milhaud (1892-1974)
- Walter Piston (1894-1976)
- Paul Hindemith (1895-1963)
- Roberto Gerhard (1896–1970)
- Ernst Krenek (1900–1991)
- Ruth Crawford-Seeger (1901-1953)
- Ferenc Farkas (1905–2000)
- Alec Wilder (1907–1980)
- Elliott Carter (1908)
- Samuel Barber (1910-1981)
- Jean Françaix (1912-1997)
- Ingolf Dahl (1912-1970)
- Alvin Etler (1913-1973)
- George Perle (1915)
- Vincent Persichetti (1915-1987)
- Peter Racine Fricker (1920–1990)
- Malcolm Arnold (1921-2006)
- György Ligeti (1923-2006)
- Hans Werner Henze (1926)
- Karlheinz Stockhausen (1928-2007)
- Donald Martino (1931–2005)
- Ramiro Cortés (1933–1984)
- Eric Ewazen (n. 1954
- Stephen Truelove (n. 1946)
- Jacobo Durán-Loriga (n. 1958)
- Shigeru Kan-no (n. 1959)
- Yalil Guerra (n. 1973, Cuba), titulada "Las Musas de San Alejandro"

## Quintetos destacados
- Albert Schweitzer Quintet
- Arion Quintett
- Astral Winds
- Aulos Quintet
- Bergen Wind Quintet
- Berlin Philharmonic Wind Quintet (Philharmonisches Bläserquintett Berlin)
- Blaaskwintet van Brussel (aka Quintette à vent de Bruxelles)
- Bläserquintett des Südwestfunks, Baden-Baden
- Bläserquintett des WDR
- Bläserquintett Matej Sarc
- Borealis Wind Quintet (Candidatos al Grammy 2006)
- Budapesti Fúvósötös
- Calico Winds
- Carion
- Clarion Wind Quintet
- Copenhagen Wind Quintet
- Danzi-Quintett
- Dorian Wind Quintet
- Dresdner Bläserquintett
- Ensemble Instrumentale à Vent de Paris
- Esterházy Quintett
- Florida Wind Quintet
- Frosunda Quintet
- Imani Winds (Candidatos al Grammy 2006, Ganadores del Grammy 2010)
- Iowa Woodwind Quintet
- Jeunesses Fúvósötös
- Lieurance Woodwind Quintet
- Magyar Fúvósötös (Quinteto de viento húngaro)
- Moran Quintet
- New London Chamber Ensemble
- New Mexico Woodwind Quintet
- New York Woodwind Quintet
- Pannonia Fúvósötös
- Penta Fúvósötös
- Philadelphia Wind Quintet
- Prairie Winds
- Quintet of the Americas
- Quintet Verger
- Quintette à Vent de Paris
- Quintette à Vent Français
- Quintette Moragues
- Quinteto Brasilia
- Quinteto de Alientos de Bellas Artes, México
- Quinteto Villa-Lobos
- Soni Ventorum Wind Quintet
- Swiss Wind Quintet
- Tritonus Fúvósötös
- Vento Chiaro
- Wind Quintet of the Danish National Radio Symphony Orchestra
- The Wingra Quintet
- Zephyros Winds
- Zürcher Bläserquintett (The Zürich Wind Quintet)
- Full Quintet

## Quinteto de Cañas
Es un quinteto de vientos no tradicional conformado por instrumentos de caña o lengüeta. Su formación es variable, aunque la más habitual es oboe, clarinete en Si bemol, saxo tenor, fagot y clarinete bajo. A veces se cambia el oboe por corno inglés o el saxofón tenor por saxos de otros registros. Este tipo de formación de cámara cuenta con un reducido repertorio original ya que es muy reciente su creación.